# واسنتسوف ۳۵۸۶

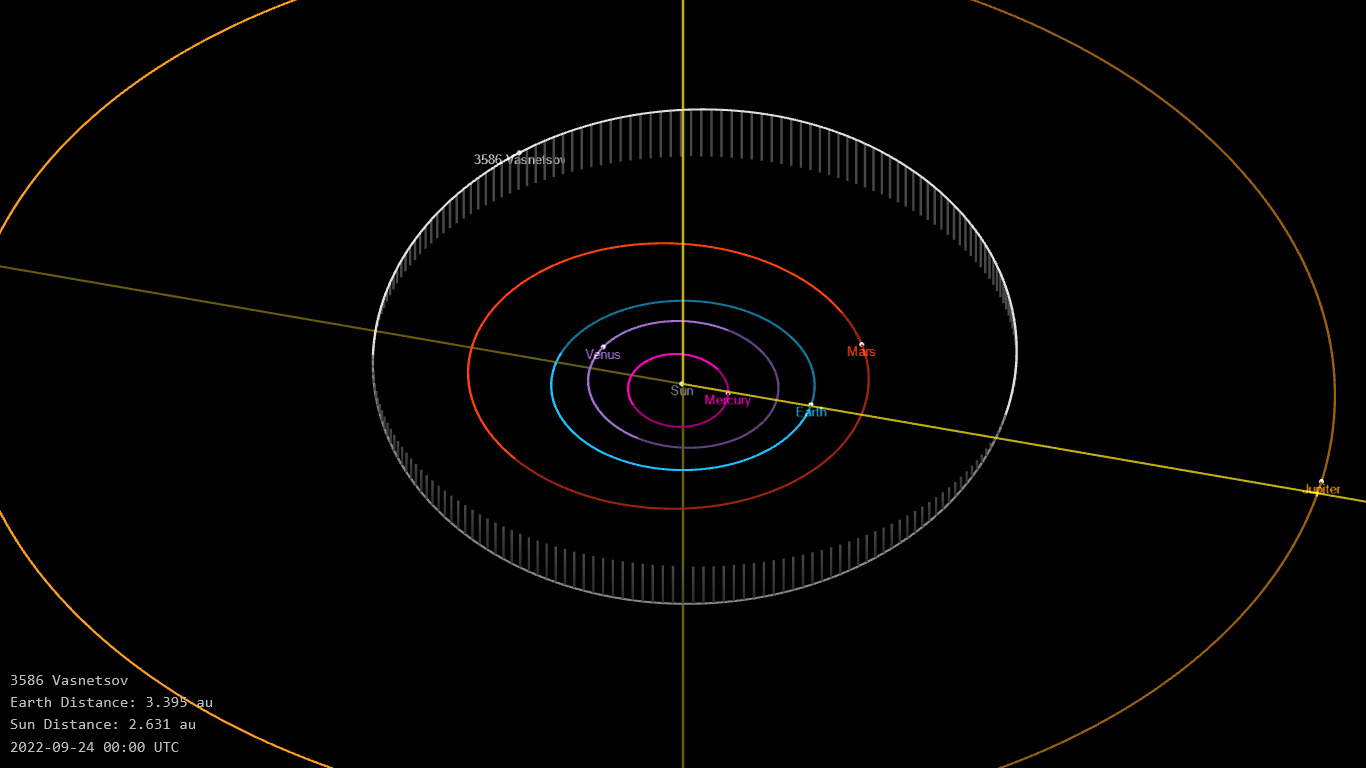

سیارک ۳۵۸۶ (به انگلیسی: 3586 Vasnetsov، نامگذاری:1978SW6) سه هزار و پانصد و هشتاد و ششمین سیارک کشف شده‌است که در ۲۶ سپتامبر ۱۹۷۸ کشف شد.
قدر مطلق سیارک برابر ۱۳٫۰۰ است.